# Spilogona caliginosa
Spilogona caliginosa är en tvåvingeart som först beskrevs av Stein 1916.  Spilogona caliginosa ingår i släktet Spilogona och familjen husflugor. Inga underarter finns listade i Catalogue of Life.